# Hiệp ước Matignon (1954)
Thỏa ước Matignon (tiếng Pháp: Accords de Matignon) là một văn kiện được ký tắt giữa Thủ tướng Quốc gia Việt Nam Nguyễn Phúc Bửu Lộc và Thủ tướng Pháp Joseph Laniel ngày 4 tháng 6 năm 1954.
Hiệp ước Matignon bao gồm 2 hiệp ước con: Thứ nhất là Hiệp ước về việc Quốc gia Việt Nam độc lập trong Liên hiệp Pháp, hiệp ước thứ 2 là về vấn đề việc Quốc gia Việt Nam tồn tại trong Liên hiệp Pháp. Hiệp ước có hiệu lực vào ngày ký nhưng cần được ký chính thức bởi nguyên thủ 2 nước để được hoàn thành. Với việc Hiệp định Geneve (giữa Pháp và Việt Nam Dân chủ Cộng hòa) được ký ngày 21/7/1954, hiệp ước Matignon chưa bao giờ được hoàn thành.

## Lịch sử
Giai đoạn 1950 - 1954 chứng kiến sự phá sản của kế hoạch chiến tranh chống lại lực lượng Việt Minh. Sau trận Điện Biên Phủ, chính phủ Pháp đồng ý trả lại toàn bộ chủ quyền cho người bản xứ, chấp nhận cho Việt Nam trở thành nước hoàn toàn độc lập trong Liên hiệp Pháp để rút quân ra khỏi Việt Nam, chấm dứt mọi liên hệ đối với tình hình chính trị tại Việt Nam. Ngày 4 tháng 6 năm 1954, tại Dinh Matignon, đại diện chính phủ Quốc gia Việt Nam và đại diện chính phủ Pháp đã cùng nhau ký kết một văn kiện nhằm xác lập tình trạng chính trị mới cho Việt Nam. Hiệp ước xác định Quốc gia Việt Nam độc lập, toàn vẹn lãnh thổ thuộc Liên hiệp Pháp. Chính phủ Pháp chuyển giao mọi cơ sở hành chính, quốc phòng - an ninh cho phía Việt Nam.
Hiệp ước Matignon chỉ được ký dưới dạng ghi nhớ giữa 2 Thủ tướng chứ không phải nguyên thủ cao nhất của 2 bên (Tổng thống Pháp René Coty và Quốc trưởng Bảo Đại). Nhiều người đổ lỗi cho Quốc gia Việt Nam vì họ không có chữ ký trong Hiệp định, nhưng chính Pháp cũng từ chối ký vào Hiệp ước đã được thương thảo xong. Bảo Đại đã đến Pháp từ tháng 4 và dự định rằng vấn đề chữ ký chính thức sẽ được giải quyết trong 2-3 tuần, nhưng dự định này đã tắt ngấm khi Hiệp định Geneve diễn tiến quá nhanh. Sau khi Hiệp định Geneve được ký, Hiệp ước Matignon đã trở nên không bao giờ được hoàn thành. Đặc biệt, khi Chính quyền của Thủ tướng Joseph Laniel đưa vấn đề trao trả độc lập cho Quốc gia Việt Nam thì bị Quốc hội Pháp kịch liệt phản đối. Theo Điều 27, mọi hiệp ước liên quan đến việc chuyển nhượng, đánh đổi hay sáp nhập thêm những vùng lãnh thổ đều không hiệu lực nếu không có sự đồng ý của người dân trên lãnh thổ đó. Theo Điều 31, Hiến pháp Cộng hòa Pháp (1946), chỉ có Tổng thống Pháp mới có quyền ký và phê chuẩn các hiệp ước ngoại giao của Cộng hòa Pháp.

## Đánh giá
Việt Nam Dân chủ Cộng hòa bác bỏ sự tồn tại của Quốc gia Việt Nam ngay từ khi Quốc gia Việt Nam mới thành lập vào tháng 3 năm 1949. Theo Việt Nam Dân chủ Cộng hòa, Pháp đã tự nguyện từ bỏ quyền đại diện trên trường quốc tế ngay từ khi Pháp trao quyền kiểm soát Việt Nam cho Phát xít Nhật vào năm 1945. Chính phủ Việt Nam Dân chủ Cộng hòa được bầu lên bởi cuộc tổng tuyển cử tháng 1 năm 1946 nên Chính phủ Việt Nam Dân chủ Cộng hòa là người đại diện chính danh duy nhất của toàn bộ nhân dân Việt Nam ở cả ba miền Bắc-Trung-Nam. Chính phủ Quốc gia Việt Nam không đủ cơ sở pháp lý và thực tế để trở thành người đại diện cho nhân dân Việt Nam. Do cả Chính phủ Pháp và Chính phủ Quốc gia Việt Nam không phải người đại diện chính danh của nhân dân Việt Nam nên bất kỳ văn kiện pháp lý liên quan tới nhân dân Việt Nam và đất nước Việt Nam được ký bởi Chính phủ Pháp và Chính phủ Quốc gia Việt Nam đều vô giá trị, bao gồm cả Hiệp ước Matignon.
Theo sử gia Daniel Grandclément thì dù Hiệp ước này được hoàn thành thì Pháp cũng không hề trao trả toàn bộ nền độc lập cho Việt Nam.